# 塔布尔
塔布尔（法語：Tabre，法語發音：[tabʁ]）是法国阿列日省的一个市镇，属于帕米耶区。

## 地理
塔布尔（42°59'22"N, 1°51'33"E）面积2.83 平方千米，位于法国奧克西塔尼大區阿列日省，该省份为法国西南部内陆省份，西部和北部与上加龙省接壤，东临奥德省，东南至东比利牛斯省接壤，南与安道尔和西班牙接壤。
与塔布尔接壤的市镇（或旧市镇、城区）包括：艾格维沃、埃斯克拉涅、拉罗克多尔姆、兰布拉萨克、普拉代特。

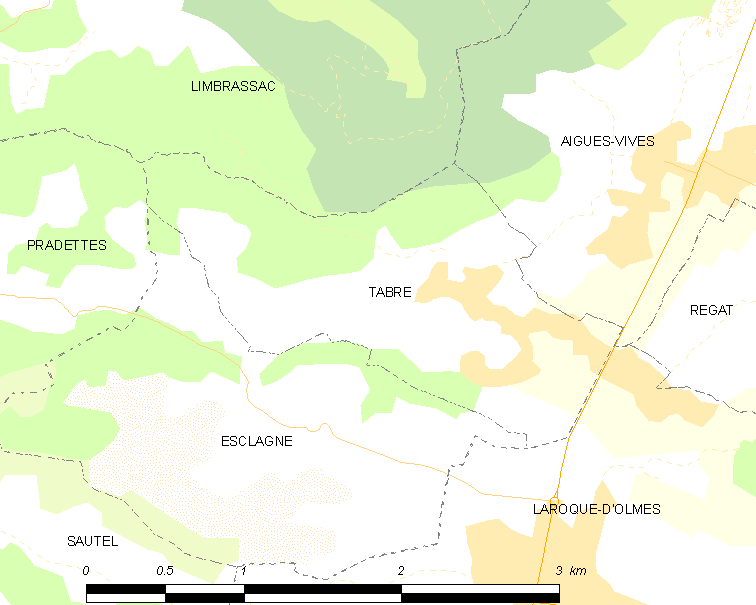
塔布尔的OSM定位图

塔布尔的时区为UTC+01:00、UTC+02:00（夏令时）。

## 行政
塔布尔的邮政编码为09600，INSEE市镇编码为09305。

## 政治
塔布尔所属的省级选区为米尔普瓦县。

## 人口

1962-2008年间塔布尔人口变化图示

塔布尔于2022年1月1日时的人口数量为342人。